# ネクスト (アダルトビデオ)
ネクストは、日本のアダルトビデオメーカー。

## 概要
1996年11月、株式会社ネクストイレブンクラブとして創業。
2003年に株式会社ネクストを設立して、業務を継承した。
創業以降、早くからセル商品に力を入れ、既存の問屋を通さない独自の流通ルートを開拓。多数のタイトルを毎月コンスタントに発売し、語り草となっている激しい営業攻勢により、トップメーカーの一角に食い込むようになった。製品は自社製作を推進し、オーサリング等の技術向上に伴い、他社からの依頼を受けるまでに成長。
2009年6月、ネクストイレブンのオフィシャルサイトが、ネクストグループの公式ホームページに変更される。このときのグループは、image(イマージュ)、ALEX、J-MODEL、TOP1、スターパラダイスといったメーカーで成り立っていた。メーカーのスターパラダイスからは、スターパラダイス、華靡(はなび)、罠、夜王族、隠撮団といったレーベルでだしていた。
2010年12月には、3Dで見る作品も発表した。2011年昨今では、3D技術が大手電器メーカーの目に留まり、内覧用の3D映像を手掛けている。